# 239 Adrasteja
239 Adrasteja (mednarodno ime 239 Adrastea) je asteroid v glavnem asteroidnem pasu. 

## Odkritje
Asteroid je odkril avstrijski astronom Johann Palisa 18. avgusta 1884 na Dunaju . Imenuje se po nimfi Adrasteji iz grške mitologije.

## Lastnosti
Asteroid Adrasteja obkroži Sonce v 5,14 letih. Njegova tirnica ima izsrednost 0,228 nagnjena pa je za 6,169° proti ekliptiki. Njegov premer je 41,52 km, okoli svoje osi se zavrti v 18,347 h .